# ورزشگاه بونیفیکا
ورزشگاه بونیفیکا (به لاتین: Bonifika Stadium) یک ورزشگاه فوتبال در اسلوونی است که در کوپر (اسلوونی) واقع شده‌است.